# José Antonio Maldonado
José Antonio Maldonado Zapata (Sevilla, 26 de julio de 1944), es un meteorólogo español.

## Biografía
Licenciado en Ciencias Físicas por la Facultad de Física (Universidad de Sevilla) –aunque su verdadera vocación era el mundo de la aviación–, tras dos años de profesor de Clases Prácticas en la Cátedra de Termodinámica y profesor en el Instituto de Enseñanza Media Fernando de Herrera, en 1970 ingresó en el Cuerpo Facultativo de Meteorólogos (hoy Cuerpo Superior de Meteorólogos del Estado) del Instituto Nacional de Meteorología (actual AEMET) perteneciente por aquel entonces al Ministerio del Aire. Tras ocupar varios destinos (siendo el primero de ellos, en el aeropuerto de Gando, en Las Palmas de Gran Canaria), la mayoría de ellos relacionados con la predicción meteorológica, en 1977 da sus primeros pasos en los medios de comunicación, comenzando a colaborar diariamente en Radio Vitoria, durante 26 años. También colaboró en Radio Intercontinental (Madrid) y Radio Nacional de España.
En enero de 1986 dejó el INM y se incorporó a Televisión Española como jefe del área de Meteorología, puesto que desempeñó durante 22 años. Allí se encargó de la dirección del programa El tiempo, –incorporándose primero al informativo matinal Buenos días y más tarde en los Telediarios Fin de semana, para pasar en 1988 a los telediarios de lunes a viernes– y ocupándose de la formación de los periodistas que fueron integrándose al departamento. A la vez, fue colaborador del periódico ABC durante 22 años, de Cinco Días a lo largo de 10 años, del diario As y esporádicamente de revistas especializadas en diversas materias (medicina, gastronomía, obras públicas, medio ambiente, etc.).
Es presidente de Honor de la Asociación Meteorológica de España (AME) y miembro del Consejo Rector de AEMET. También ha sido miembro de la Asociación Internacional de Meteorólogos en los Medios de Comunicación (IABM). En 2010, le concedieron la Medalla de Oro de la Provincia de Sevilla. Además, en su trayectoria ha recibido muchos otros galardones, como el Premio Científico en el Festival Internacional Meteo de Issy les Moulineaux, el TP de Oro y el premio "Mejor Presentador Europeo del Tiempo 2006", por parte de la EMS (European Meteorological Society).
Afectado por el Expediente de Regulación de Empleo (ERE) de Radiotelevisión Española, se despidió de los espectadores de RTVE el 28 de agosto de 2008 –aunque permaneció como director del departamento de Meteorología hasta el 30 de septiembre de 2008–, tras 22 años en la empresa. En octubre de 2008, pasó a ser director de la web eltiempo.es. El 28 de diciembre del mismo año, realizó un cameo en La Sexta Meteo haciéndose pasar por el presentador del tiempo habitual de La Sexta.
Desde septiembre de 2011 colabora con la COPE, encargándose de El tiempo, primero en La mañana y más tarde en Herrera en COPE y Mediodía Cope.
Tras casi 11 años en Eltiempo.es, desde julio de 2019, es director de Meteorología de Meteored.
También es conferenciante y presentador profesional. Su temática se centra en la meteorología y climatología desde un punto de vista científico. 
Entre los títulos de sus ponencias se encuentran: "El hombre y el clima condenados a entenderse", "Influencia del hombre en el cambio climático", "Evolución del clima y su posible futuro", "La meteorología y el turismo", "Influencia de la meteorología en la sociedad", "Fenómenos naturales adversos hoy y mañana", "El tiempo: de mito a ciencia" y "La atmósfera como receptor y difusor de energía".